# Janusz Zaorski
Janusz Zaorski (n. 19 septembrie 1947, Varșovia, Polonia) este un regizor polonez de film, televiziune și radio, scenarist și producător de film, unul dintre reprezentanții așa-zisei cinematografii a anxietății morale (în poloneză: Kino moralnego niepokoju⁠(d)). În 1994–1995 a fost președinte al Consiliului Național al Audiovizualului.

## Biografie
Este fiul lui Tadeusz Zaorski⁠(d) și fratele mai mic al actorului Andrzej Zaorski⁠(d).

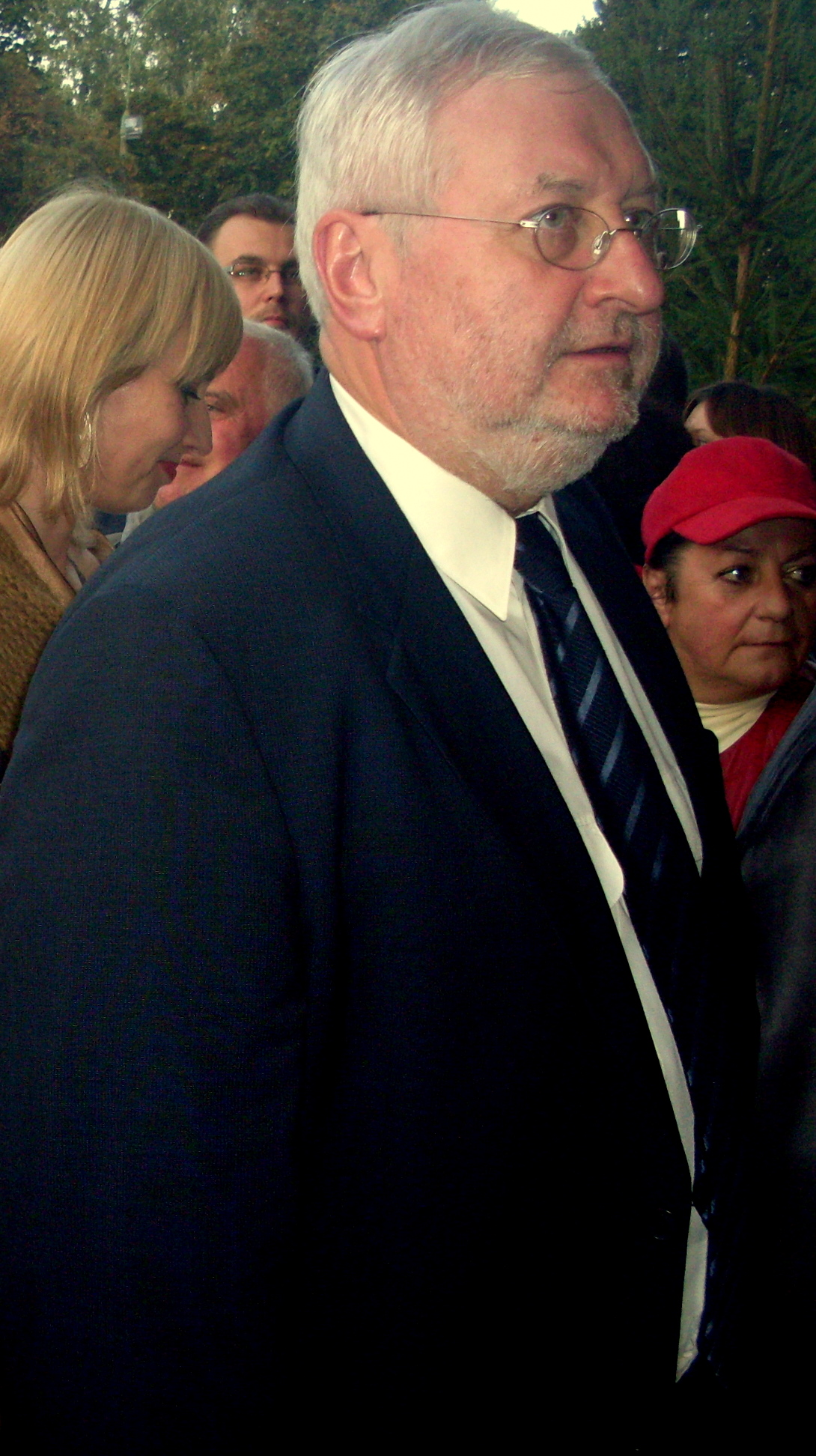
Janusz Zaorski la deschiderea celui de-al XXXIV-a Festival de Film de la Gdynia din 2009

A absolvit Liceul nr. 6 Tadeusz Reytan din Varșovia (1965). În 1969, a absolvit Departamentul de Regie al Școlii Naționale de Film, Televiziune și Teatru din Łódź. În 1971, a obținut un master în arta filmului. În timpul studiilor, a fost asistent al regizorului Janusz Morgenstern⁠(d) la producția serialului de televiziune Kolumbowie (1970).  A debutat ca regizor independent în 1970, iar în 1971 a realizat primul său lungmetraj. A fost premiat de mai multe ori la festivaluri naționale și internaționale. De asemenea, a apărut ocazional ca actor în filme.
În anii 1987–1990 a fost președintele Federației Poloneze a Cluburilor de Discuții despre Film (Dyskusyjny klub filmowy⁠(d)), iar între 1987 și 1991 a fost director și director artistic al Grupului de Film „Dom” (Zespół Filmowy Dom).  În anii 1987-1989 a făcut parte din Comisia de cinematografie, din 1991 până în 1993 (cu o scurtă pauză în 1992) a fost președintele Comitetului de radio și televiziune al „Radioteleviziunii Poloneze” (Komitet do spraw Radia i Telewizji „Polskie Radio i Telewizja”). În anii 1994–1995 a fost membru și președinte al Consiliului Național al Audiovizualului (Krajowa Rada Radiofonii i Telewizji).
Este membru al Academiei Europene de Film, Academiei Poloneze de Film (Polska Akademia Filmowa), al Asociației Cineaștilor Polonezi (Stowarzyszenie Filmowców Polskich⁠(d)) și al Asociației Autorilor ZAiKS (Stowarzyszenie Autorów ZAiKS⁠(d)). În 2005, a devenit lector la Departamentul de regie al Academiei de Teatru Aleksander Zelwerowicz⁠(d) din Varșovia. În 2009, a obținut un doctorat în arte plastice și regie de la această universitate.
În 2014 i-a fost publicată cartea Jaja, serce, łeb. Janusz Zaorski w rozmowie ze Stanisławem Zawiślińskim (Ouă, inimă, cap. Janusz Zaorski într-o conversație cu Stanisław Zawiśliński).
Este căsătorit cu Anna Osmólska-Mętrak, italianistă și traducătoare de literatură italiană. Împreună cu soția sa, a fost principalul organizator, membru al juriului și fondator al Marelui Premiu al Competiției pentru premiul Krzysztof Mętrak⁠(d). În anii 2015–2020, a fost membru al juriului Premiului Literar Leopold Staff.

## Premii și recunoaștere
În 1975 a primit Premiul II Principal pentru filmul Awans, la al II-lea Festival de Film Polonez de la Gdańsk. În 1978 i s-a acordat Leopardul de argint și premiul FIPRESCI pentru filmul Camera cu fereastră spre mare, la a XXXI-a ediție a Festivalului Internațional de Film de la Locarno, iar în 1984 a fost premiat pentru filmul  Baryton la Festivalul de Film de la Montreal. Același film (Baryton) a fost recompensat în 1985 cu „Leii de argint de la Gdańsk” (Srebrne Lwy Gdańskie)  la al 10-lea Festival de Film Polonez de la Gdańsk.
În 1986 a primit Marele Premiu Leopardul de aur pentru filmul Jezioro Bodeńskie, la al XXXIX-a Festival Internațional de Film de la Locarno. I s-au decernat „Leii de Aur din Gdańsk” și Premiul Jurnaliștilor în 1987 pentru filmul Matka Królów la al XII-lea Festival de Film Polonez de la Gdańsk. În 1988 a primit Ursul de argint la categoria realizări individuale remarcabile și premiul FIPRESCI pentru filmul Matka Królów, la a XXXVIII-a ediție a Festivalului Internațional de Film de la Berlin.

## Filmografie

### Regizor
- Maestro (1967)
- Spowiedź (1968)
- Na dobranoc (1970)
- Uciec jak najbliżej (1971)
- Awans (1974)
- Zezem (1976) – serial TV
- Zdjęcia próbne (1976)
- Pokój z widokiem na morze (1977)
- Camera cu fereastră spre mare (1978)
- Dziecinne pytania (1981)
- Matka Królów (1982)
- Baryton (1984)
- Jezioro Bodeńskie (1985)
- Zabawa w chowanego (1985)
- Piłkarski poker (1988)
- Panny i wdowy (1991)
- Szczęśliwego Nowego Jorku (1997)
- Haker (2002)
- Cudownie ocalony (2004)
- Królewska ruletka (2004)
- Lekarz drzew (2005)

### Actor
- Palec boży (1972)
- Zdjęcia próbne (1976)
- Mniejsze niebo (1980)
- Piłkarski poker (1988)

### Scenarist
- Na dobranoc (1970)
- Zezem (1976) – serial TV
- Camera cu fereastră spre mare (1978)
- Jezioro Bodeńskie (1985)
- Szczęśliwego Nowego Jorku (1997)
- Haker (2002)
- Lekarz drzew (2005)